# 中塚勝人
中塚 勝人（なかつか かつと、1941年2月2日 - ）は、日本の資源開発工学者。東北大学名誉教授。東北大学副総長や、物理探査学会副会長、日本工学教育協会副会長などを務めた。

## 人物・経歴
長野県生まれ。1959年長野県飯田高等学校卒業。1964年東北大学工学部鉱山学工学科卒業。1966年東北大学大学院工学研究科鉱山工学専攻修士課程修了、東北大学工学部助手。1974年東北大学工学博士。1976年東北大学工学部講師。1978年東北大学工学部助教授。1987年東北大学工学部教授。1992年紛体粉末冶金協会理事。1993年資源・素材学会理事。1994年東北大学評議員。1996年東北大学国際交流会館副館長、宮城県自然環境保全審議会委員。1997年物理探査学会副会長。1999年東北大学アドミッションセンター長。2000年東北大学大学院工学研究科長・工学部長、東北大学未来科学技術共同研究センター長、東北工学教育協会会長、日本工学教育協会副会長。2002年東北大学副総長、日本工学アカデミー理事、科学技術振興機構イノベーションプラザ宮城総館長。2003年経済産業省産業構造審議会臨時委員。2005年東北大学名誉教授。2009年テクノプラザみやぎ代表取締役、フェローテック取締役。みやぎ産業振興機構理事長なども務めた。

## 受賞
- 日本鉱業会賞奨励賞 1979年[3]
- 日本鉱業会賞論文賞 1983年[3]
- 日本地熱学会論文賞 1986年[3]
- 日本素材物性学会賞 1990年[3]
- 日本機械学会東北支部技術奨励賞 1994年[3]
- GRC Best poster Award 2001年[3]
- 紛体粉末冶金協会研究功績賞 2002年[3]
- 物理探査学会功労賞 2003年[3]